# Kate Howarde
Catherine Clarissa Howarde (28 de julio de 1864 - 18 de febrero de 1939), cuyo nombre artístico es Kate Howarde, fue una actriz, dramaturga, productora y directora. Es conocida por su obra Possum Paddock (1919). La talentosa Howarde también desempeñó numerosos papeles como dramaturga en más de 10 obras entre 1914 y 1938. Fue la primera mujer australiana en dirigir un largometraje. 

## Primeros años y vida personal
Howarde, nació el 28 de julio de 1864, hija de Edward George Jones y Harriett Hannah, en Inglaterra antes de emigrar a Nueva Zelanda cuando era niña.
Kate se casó con su primer marido, William Henry de Saxe, que era músico; la pareja se casó en Christchurch, Nueva Zelanda, el 28 de abril de 1884. La pareja tuvo una hija juntos, Florence Adrienne (nacida el 5 de diciembre de 1884). Pasaron los años y Saxe y Howarde se separaron. El registro no tiene fechas exactas de cuándo se separó de su primer marido.
El 26 de noviembre de 1904, la compañía de teatro dramático Kate Howarde abrió una temporada en el Theatre Royal de Perth. La formación incluía al comediante y cantante escocés Elton Black. La pareja se llevó muy bien y más tarde se casaron. Los registros no muestran cuánto tiempo había estado Black en el país antes de que la pareja se casara. Poco después, en mayo de 1905, la pareja puso sus miras en Estados Unidos y permaneció en el extranjero durante unos cuatro años y medio. Howarde murió de trombosis cerebral el 18 de febrero de 1939.

## Carrera
A finales de la década de 1890, Howarde logró grandes avances cuando adoptó el nombre artístico de Kate Howarde; comenzó a realizar giras por Australia y a actuar en diferentes entornos, como carpas y salas. Formó una empresa en la que estaban sus dos hermanos menores y su hermana. Kate Howarde y su compañía continuaron realizando giras por Australia y Nueva Zelanda hasta 1905. La compañía participó en actividades tales como pantomimas y burlescos escenificados ocasionalmente, algunos de los cuales incluyeron Simbad el marino (1897), El pequeño Jack Sheppard, Aladino y Diavolo.
La gran oportunidad de Howarde llegó con la obra Possum Paddock, que se estrenó en 1919. La obra fue escrita, producida y presentada por Howarde. La obra tuvo tanto éxito que decidió convertirla en una película, que también protagonizó, produjo, codirigió y coescribió junto con Charles Villiers. Este fue el primer largometraje australiano codirigido por una mujer, lo que convirtió a Howarde en una pionera dentro de la emergente industria cinematográfica australiana. La película estaba prevista estrenarse el 29 de enero de 1921.
El éxito de Possum Paddock le valió el estrellato en el negocio, lo que la llevó a realizar una gira de 10 meses por varias empresas. Howarde no hizo más películas, pero continuó escribiendo muchas más obras de teatro con su compañía que también tuvieron un gran éxito; la última obra que escribió fue El juicio de Jean Calvert antes de su muerte en 1939.

## Créditos de escritura
- When the Tide Rises
- Under the Southern Cross
- The White Slave Traffic (1914)
- Why Girls Leave Home (1914)
- Possum Paddock (1919)
- The Limit (1921)
- The Bush Outlaw (1923)
- Find Me a Wife (1923)
- Gum Tree Gully (1924)
- Common Humanity (1927)
- The Newlyweds (1930)
- The Judgement of Jean Calvert (1935)
- Koala Valley (1938)